# Торквемада (пьеса)
«Торквемада» (фр. Torquemada) — историческая драма французского писателя Виктора Гюго, написанная в 1869 году и впервые опубликованная в 1882 году. При жизни автора не была поставлена на сцене. Главный герой пьесы — доминиканский монах Томас Торквемада, имя которого связано с испанской инквизицией. Гюго здесь осуждает религиозный фанатизм и идею подчинения государственной власти религии.
Исследователи отмечают, что драма, опубликованная, когда Гюго было уже 80 лет, является тем не менее «глубоким и новаторским» произведением.